# Adamantios Korais
Adamantios Korais sau Coraïs (în greacă: Αδαμάντιος Κοραής; n. 27 aprilie 1748, İzmir, Anatolia Eyalet⁠(d), Imperiul Otoman – d. 6 aprilie 1833, Paris, Monarhia din Iulie) a fost un scriitor și savant grec.
Luptător pentru independența Greciei, a fost considerat reformator al literaturii grecești.

## Opera
Korais a scris Elliniki Vivliothiki ("Biblioteca elenică"), scrisă în 16 volume, unde tratează textele clasice începând cu autori ca Homer.
O altă lucrare de mare întindere a sa este Atakta, lucrare lexicografică în 5 volume, primul dicționar istoric al limbii grecești moderne.
Prin aceasta, Korais face o contribuție importantă în formarea acestei limbi, ai cărei vorbitori erau foarte dispersați în acea perioadă.